# Göinge Fridhem
Göinge Fridhem är en by i Önnestads distrikt i Kristianstads kommun i Skåne län. 
Skånebanans sträckning mellan Kristianstad och Hässleholm passerar Göinge Fridhem och tidigare fanns en järnvägsstation för persontrafik i byn. Stationshuset var ursprungligen en banvaktsstuga.
I byn finns en handelsträdgård som heter Göinge Fridhem Trädgårds AB. Här odlas växter och blommor med omtanke om natur och människor. Det finns en gårdsbutik med försäljning av bl.a. blommor, kryddor, krukor m.m.
Under sommaren erbjuder handelsträdgården självplock av hallon.